# Exhibición Aeroespacial Internacional
La Exhibición Aeroespacial Internacional, en alemán Internationale Luft- und Raumfahrtausstellung (ILA) y también conocida en inglés como Berlin Air Show, se celebra bienalmente en la sección sur del Aeropuerto de Schönefeld, en Berlín (Alemania). Acoge las mayores y más importantes exposiciones y exhibiciones aeroespaciales del mundo.

## Historia
Con su primera edición celebrada el año 1909 en Fráncfort del Meno, se trata del festival aéreo más antiguo del mundo.
Actualmente la ILA incluye muestras sobre transporte aéreo comercial, espacio, defensa y seguridad, aviación general, equipamiento, materiales y motores.

## Galería

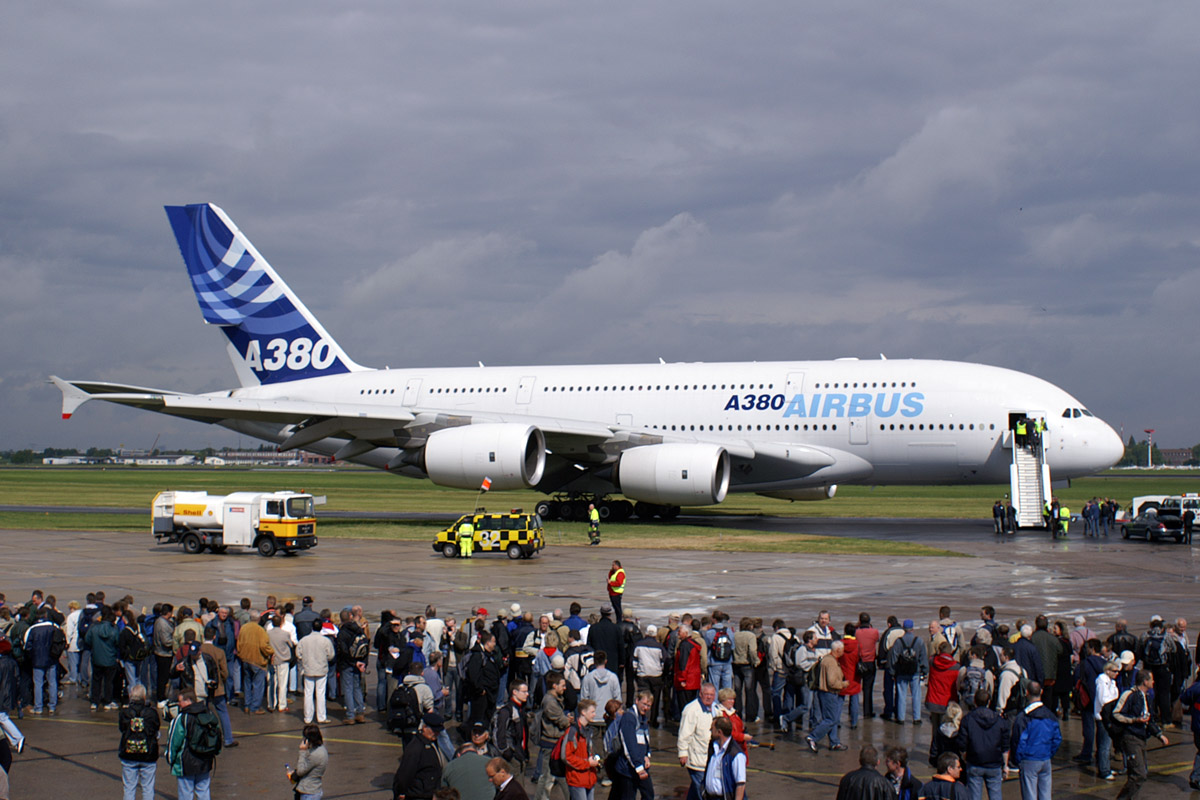
Airbus A380. Edición de 2006.
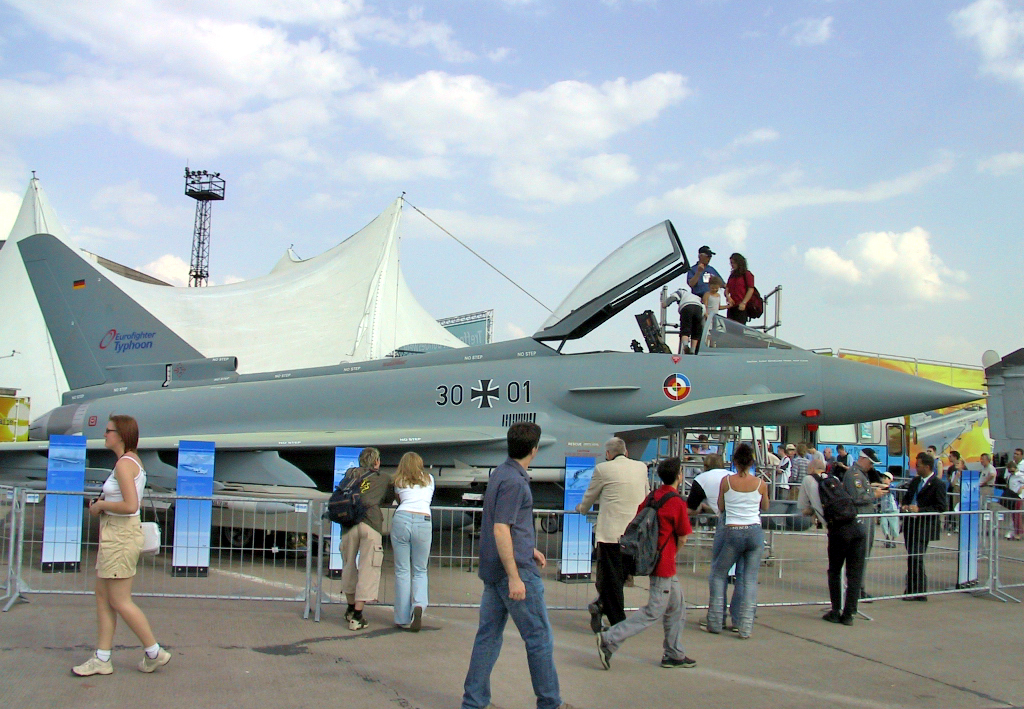
Eurofighter Typhoon. Edición de 2002.
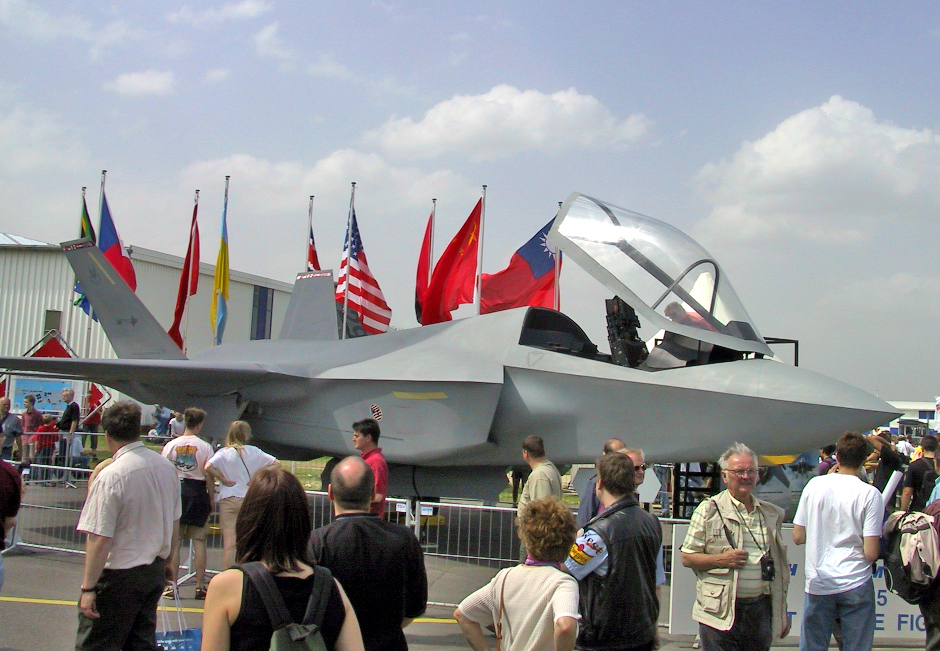
F-35 Joint Strike Fighter. Edición de 2002.
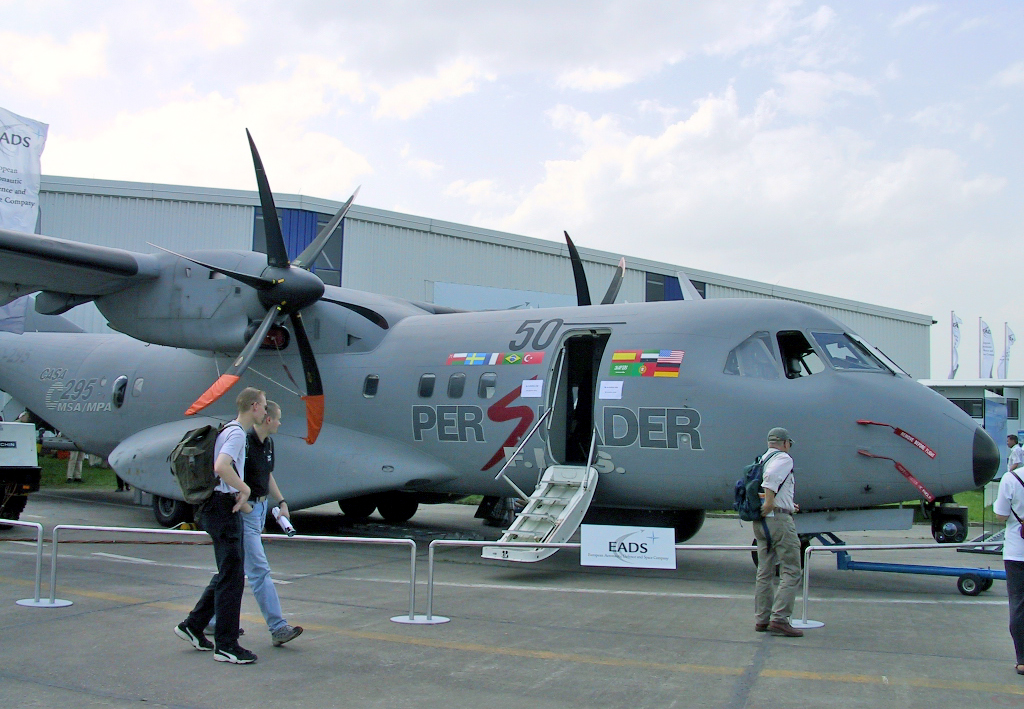
CASA C-295 Persuader. Edición de 2002.
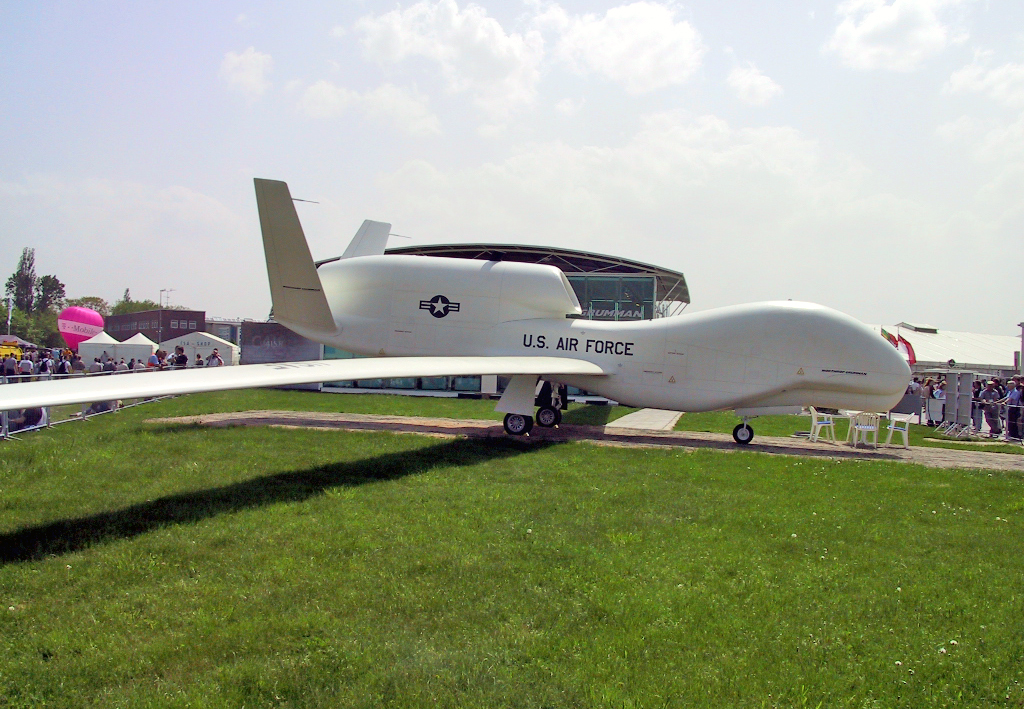
RQ-4 Global Hawk. Edición de 2002.
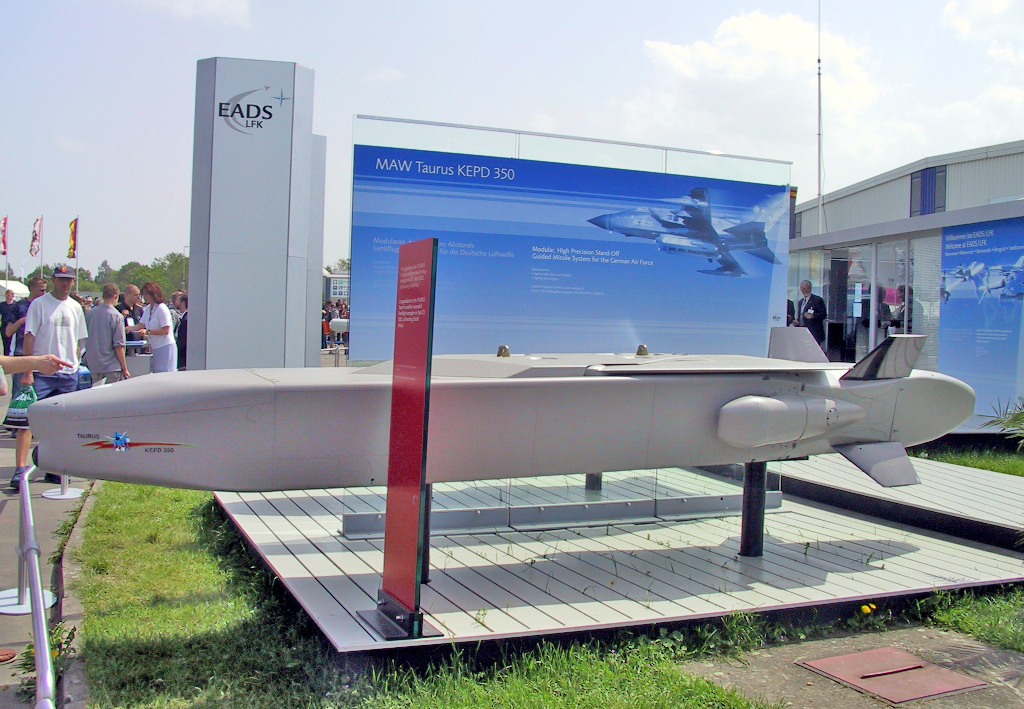
Taurus KEPD 350. Edición de 2002.
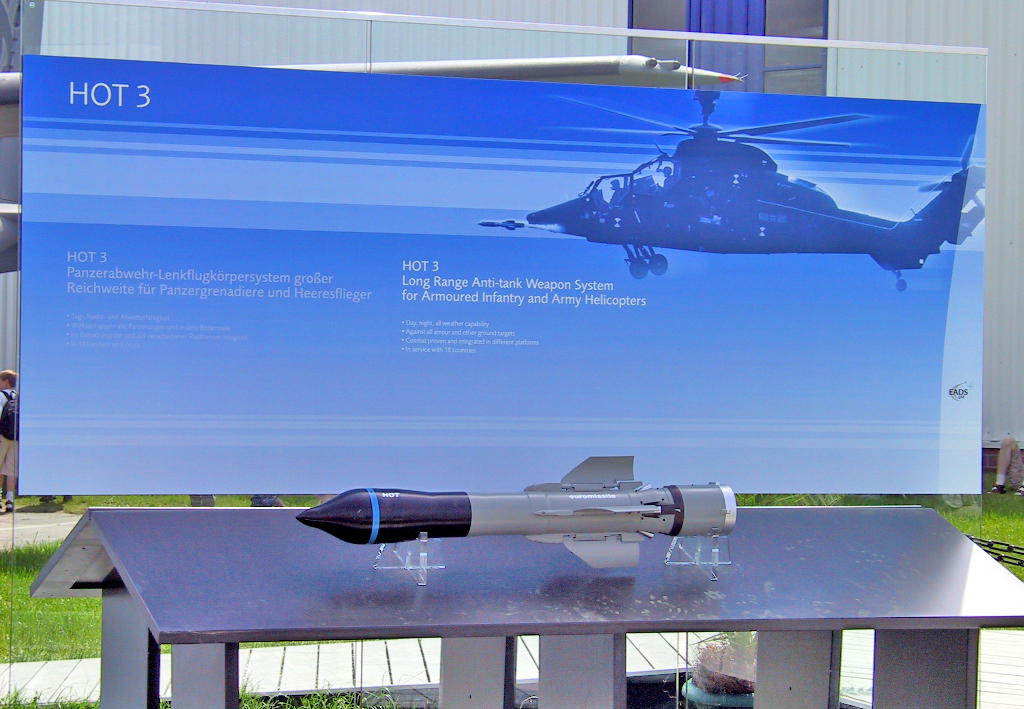
Euromissile HOT 3. Edición de 2002.
Exhibición acrobática de la Patrouille Suisse en la ILA.
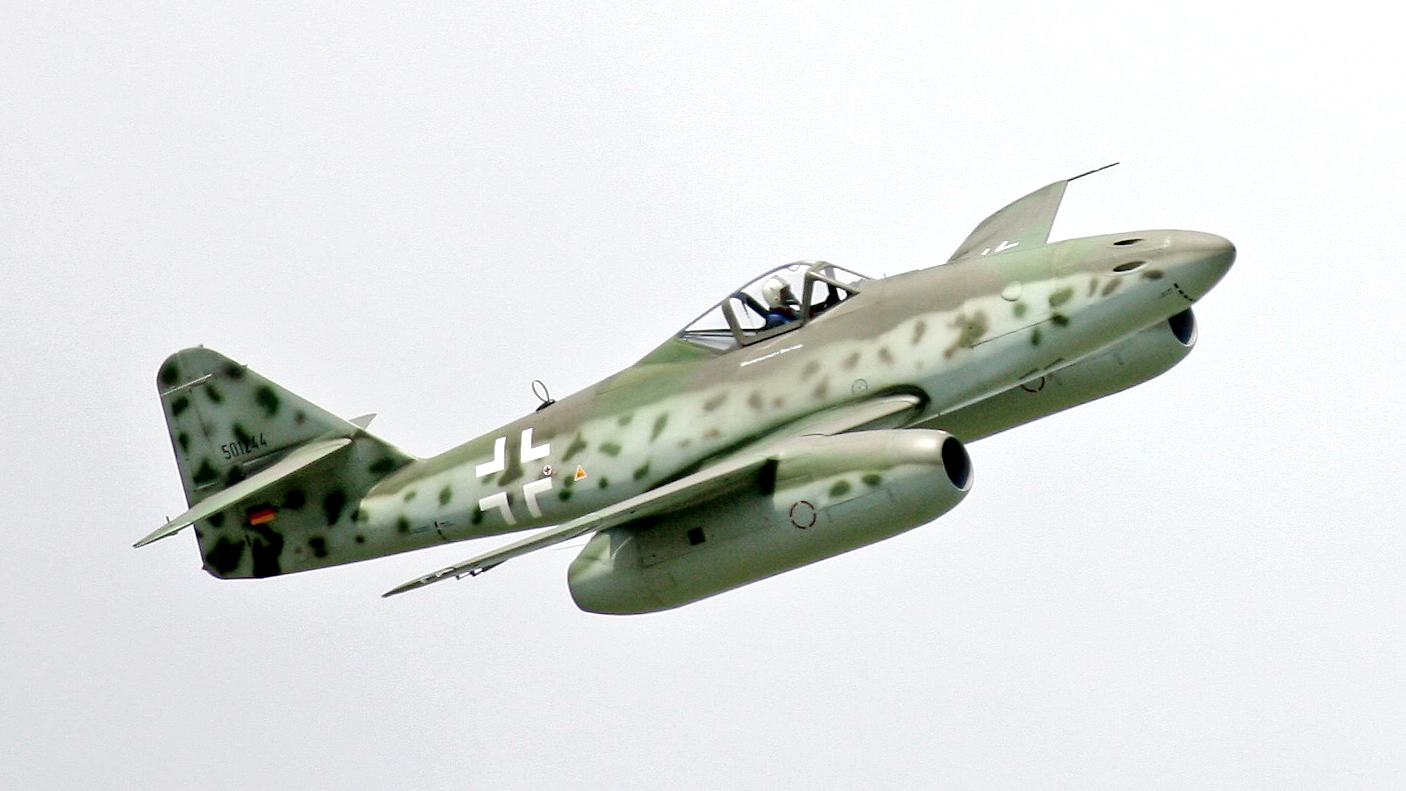
Messerschmitt Me 262 Schwalbe restaurado volando en la edición de 2006.